# Divya prabandha

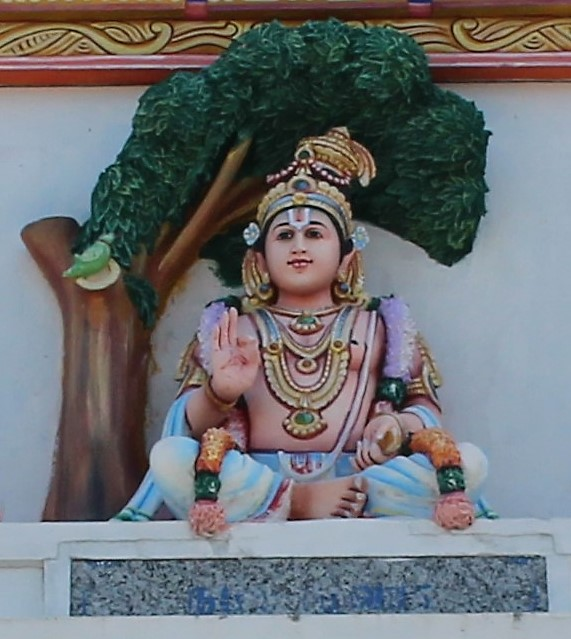
Nammalvar, considerado el más destacado de los doce Alvar cuyas obras están compiladas como Diva Prabandam

El Nalayira divya prabandha (‘cuatro mil divinas amistades’) es una colección de 4000 poemas (en idioma tamil, nālayira significa ‘4000’) que compusieron antes del  siglo VIII de nuestra era por los doce poetas Alvar (vishnuistas que ayudaron a revivir el hinduismo devocional entre los siglos VII y X).
Los compiló Nathamuni en el siglo X.
El trabajo representa el comienzo de la canonización de los poetas vaisnavas.
Estos himnos se cantan aún hoy frecuentemente.
El Prabandha canta las glorias de Narayana (el dios Vishnú) y sus muchas formas y avatares.
Los Alvares los cantaban en sitios sagrados conocidos como divya deśam (‘divina región’).
En el Sur de la India, especialmente en Tamil Nadú, el Divya prabhanda se considera de igual importancia que los Vedás.
En muchos templos el canto del Divya prabandha ocupa la mayor parte del servicio diario. De entre los 4000 versos de que consta el Prabandha, se destacan los 1100 versos conocidos como Thiru vaaymozhi, compuestos por Nammalvar (uno de los doce Alvar).

## Detalle de los «pasurams»
La tabla muestra la estructura que forman los 4000 pasurams.
| Capítulo | Nombre del prabandham    | Comienza en | Termina con | Número de pasurams | Compuesto por           |
| -------- | ------------------------ | ----------- | ----------- | ------------------ | ----------------------- |
| 1        | periazhvar thirumozhi    | 1           | 473         | 473                | Periyalvar              |
| 2        | thiruppavai              | 474         | 503         | 30                 | Aandaal                 |
| 3        | nachiar tirumozhi        | 504         | 646         | 143                | Aandaal                 |
| 4        | perumal thirumozhi       | 647         | 751         | 105                | Kulasekara Alvar        |
| 5        | thiruchchanda viruththam | 752         | 871         | 120                | Thirumalisai Alvar      |
| 6        | thirumalai               | 872         | 916         | 45                 | Thondaradippodi Alvar   |
| 7        | thiruppalliyezhuchchi    | 917         | 926         | 10                 | Thondaradippodi Alvar   |
| 8        | amalanadhi piran         | 927         | 936         | 10                 | Thiruppaan Alvar        |
| 9        | kanni nun siruththambu   | 937         | 947         | 11                 | Madhurakavi Alvar       |
| 10       | peria thirumozhi         | 948         | 2031        | 1084               | Thirumangai Alvar       |
| 11       | kurun thandagam          | 2032        | 2051        | 20                 | Thirumangai Alvar       |
| 12       | nedum thandagam          | 2052        | 2081        | 30                 | Thirumangai Alvar       |
| 13       | mudhal thiruvandhadhi    | 2082        | 2181        | 100                | Poigai Alvar            |
| 14       | irandam thiruvandhadhi   | 2182        | 2281        | 100                | Bhoothathalvar          |
| 15       | moonram thiruvandhadhi   | 2282        | 2381        | 100                | Peyalvar                |
| 16       | naanmugan thiruvandhadhi | 2382        | 2477        | 96                 | Thirumalisai Alvar      |
| 17       | thiruviruththam          | 2478        | 2577        | 100                | Nammalvar               |
| 18       | thiruvasiriyam           | 2578        | 2584        | 7                  | Nammalvar               |
| 19       | peria thiruvandhadhi     | 2585        | 2671        | 87                 | Nammalvar               |
| 20       | thiruvezhukkurrirukkai   | 2672        | 2672        | 1                  | Thirumangai Alvar       |
| 21       | siriya thirumadal        | 2673        | 2712        | 40                 | Thirumangai Alvar       |
| 22       | peria thiru madal        | 2713        | 2790        | 78                 | Thirumangai Alvar       |
| 23       | thiruvay mozhi           | 2791        | 3892        | 1102               | Nammalvar               |
| 24       | ramanusa noorandhadhi    | 3893        | 4000        | 108                | Thiruvarangathamudhanar |